# Seirei Tsukai no Blade Dance
Seirei Tsukai no Blade Dance (精霊使いの剣舞, Seirei Tsukai no Bureidodansu, lit. Dança da Lamina do Usuário de Espíritos) Também conhecido pelo título em Japonês Seirei Tsukai no Kenbu, é uma série de light novels japonesa escrita por Yū Shimizu e ilustrada por Hanpen Sakura. Uma adaptação em manga ilustrada por Hyōju Issei começou a ser publicada em Setembro de 2012. Uma adaptação em anime para TV foi ao ar em Julho de 2014.

## Sinopse
Se passa em mundo onde existem espíritos e apenas garotas puras podem ter o privilégio de realizar contratos com estes. Na  Academia de Espíritos Areishia, garotas oriundas de diferentes famílias nobres são reunidas e recebem a educação de elite para se qualificar para se tornarem 'elementistas'. Embora nunca pensou ser possível, um menino chamado Kazehaya Kamito foi capaz de contatar um espírito. Sendo o único elementarita masculino no mundo ele recebeu uma carta da diretora da Academia, Ciel Greyworth, para encontrá-lo na  Academia de Espíritos Areishia. Ao chegar, ele estava perdido na floresta dos espíritos e deparou-se com uma garota chamada Claire Rouge purificando-se em um lago. Ele foi posteriormente atacado por ela por vergonha. A razão para ela estar na floresta dos espíritos era para contratar um espírito espada selado. Sem outra escolha, ele a seguiu e foi dito que é preciso pelo menos duas horas para chegar à academia a pé. Ele também estava preocupado que, se ele foi sozinho ele será enganado novamente pelos espíritos que vivem na floresta. Ao chegar ao espírito da espada selada, ela tentou realizar um contrato com ele, mas acabou fazendo-o ficar fora de controle. Para salvá-la, Kamito foi forçado a assinar um contrato com o espírito da espada. Ingrata por salvar sua vida, ela o acusou de roubar seu espírito e quer que ele assuma a responsabilidade por ela, tornando-se seu espírito contratado.

## Personagens
Kamito Kazehaya (カゼハヤ・カミト, Kazehaya Kamito)
O protagonista e um extremamente raro elementista masculino, sendo um antigo membro de uma academia de assassinos. No passado já foi considerado o mais poderoso elementista do mundo, mas sempre disfarçado de mulher, já que um elementista masculino só é relatados nas lendas sobre o Rei Demônio. Após um evento traumático do passado abandona sua carreira como elementista e assassino e entra em decadência. Anos mais tarde, após receber uma carta de Greyworth Ciel, diretora da academia de espíritos e uma das poucas pessoas que sabiam sua verdadeira identidade, é forçado a entrar na academia e a participar do próximo Festival da Dança da Lâmina, competição a qual ele foi o último vencedor três anos antes. Na academia ele foi matriculado na classe 'corvo', composta principalmente por alunas problemáticas e 'estranhas' as quais teriam menor probalidade de rejeitar alguém tão estranho como um elementista masculino.
Claire Rouge (クレア・ルージュ, Kurea Rūju) Claire é a filha mais nova da casa de Elstein, uma das mais importantes famílias nobres do império Ordesia. Quatro anos antes a irmã mais velha de Claire, Rubia Elstein, que servia como sacerdotisa rainha para o Senhor Elemental do Fogo, cometeu um grande ato de traição e desapareceu. Isso fez com que a ira do Senhor do Fogo cai-se sobre o Ducado de Elstein e se estende-se sobre todo o império Ordesia, tornando-se a pior calamidade da história do império. Com isso a família Elstein perdeu todas as suas terras e títulos. Os pais de Claire foram presos e ela passou a ser discriminada como a irmã da Rainha da Calamidade. Ela então cresce revoltada tomando o mundo como seu inimigo, passado a buscar desesperadamente poder para ser capaz de um dia descobrir a verdade sobre sua irmã e restaurar a honra de sua família.
Ellis Fahrengart (エリス・ファーレンガルト, Erisu Fārengaruto) Ellis é a herdeira de uma prestigiada familia que compõe a principal casta militar do Império Ordesia. Recebeu toda a educação de um legitimo cavaleiro, tornado-se então capitã dos Cavaleiros de Sylphid, responsaveis por manter a ordem e a moral na escola. Inicialmente é totalmente contra a entrada de um homem na escola, sendo sempre hostil em relação a Kamito. Posteriormente acaba reconhecendo o valor de Kamito, convidando-o para ingressar nos Cavalerios de Sylphid e mais tarde juntando-se a equipe de Kamito e Claire para o Festival da Dança da Lâmina.
Rinslet Laurenfrost (リンスレット・ローレンフロスト, Rinsuretto Rōrenfurosuto) A orgulhosa herdeira do Marquês Laurenfrost, é, declaradamente, a arquirrival e, jamais admitida, unica e melhor amiga de Claire. Possui uma relação mestre-serva bem peculiar com sua empregada pessoal, Carol. Inicialmente disputa a posse de Kamito devido à rivalidade com Claire, mas gradualmente acaba se afeiçoando por ele de verdade.
Fianna Ray Ordesia (フィアナ・レイ・オルデシア, Fiana Rei Orudeshia)  A segunda filha do imperador, era a candidata a ser próxima sacerdotisa Rainha a servir o Senhor Elemental do Fogo. durante o evento da traição de Rubia, Fianna tentou dete-la mas foi facilmente derrotada e preenchida com total terror, o que a fez perder a capacidade de se comunicar com os espíritos, impossibilitando-a assim de assumir o posto de Rainha do Fogo, justamente quando seu pais mais precisava dela para acalmar a ira do Senhor do Fogo. Ela passa então a ser desprezada pelos que antes a veneravam, inclusive a própria família, sendo então referenciada como a Rainha Perdida. Durante o ultimo Festival da Dança da Lamina acaba sendo salva por Kamito e descobre que ele era a verdadeira identidade de Ren Ashbell, mas promete guardar segredo. Anos depois ao ouvir sobre o elementista masculino na Academia de Espiritos Areishia se transfere para a mesma para reencontra-lo e participar junto com ele do próximo Festival da Dança da Lâmina. É a única integrante da equipe Scarlet que não tem vergonha de admitir abertamente que ama o Kamito
Est
O espirito de uma espada que o Kamito Kazehaya fez um contrato, este espirito pode tomar a forma de uma menina.